# Танец с ветром
Не следует путать с фильмом 1997 года Танец ветра
«Танец с ветром» (кор. 바람의 전설) — южнокорейская мелодрама, повествующая о становлении человека, как танцора и о его любви к танцам. Премьера состоялась 9 апреля 2004 года. Фильм является адаптацией литературного произведения 1999 года романиста Чи Сон Са. 

## Сюжет
Пун Шик (Ли Сончже) рассказывает молодой девушке Джон Хва (Пак Соль Ми) историю своей жизни: как стал танцором и как изменилось его мировоззрение. Джон Хва, которой было поручено его уличить в мошенничестве, понимает истинную цель танцев для Пун Шика.

## Роли исполняли
- Ли Сончже — Пун Шик, танцор
- Пак Соль Ми — Джон Хва, женщина-полицейский
- Ким Су Ро — Ман Су, школьный приятель Пун Шика
- Ли Кун Хи
- Мун Чон Хи

## Перевод
Перевод и озвучивание на русский язык существует только в виде двухголосого любительского или в виде субтитров.